# Rino Pucci
Rino Pucci (né le 29 janvier 1922 à Chiesina Uzzanese et mort le 10 décembre 1986 à Milan) est un coureur cycliste italien. Spécialiste de la poursuite sur piste, il a été médaillé d'argent de la poursuite par équipes avec Guido Bernardi, Anselmo Citterio et Arnaldo Benfenati aux Jeux olympiques de 1948 à Londres.

## Palmarès
- 1948
  - Coppa Luigi Garlaschelli
  -  Médaillé d'argent de la poursuite par équipes aux Jeux olympiques
- 1949
  - Coppa Luigi Garlaschelli
- 1950
  - Medaglia d'Oro Città di Monza